# Platystele escalerae
Platystele escalerae är en orkidéart som beskrevs av Fredy Archila. Platystele escalerae ingår i släktet Platystele och familjen orkidéer.
Artens utbredningsområde är Guatemala. Inga underarter finns listade i Catalogue of Life.